# Anomodontaceae
Anomodontaceae, porodica mahovnjača u redu Hypnales, po nekima je sinonim od Thuidiaceae u Crosby & Magill, 1981 i Leskeaceae u Crosby, 1999.. Ime je došlo po rodu Anomodon W.J. Hooker & T. Taylor, 1818, koji se uključuje u porodicu Thuidiaceae.
Porodicu je opisao Kindb. 1897. godine. U nju se još uključuju rodovi Anomodontella i Anomodontopsis.

## Rodovi
1. Anomodon Hook. & Taylor
2. Bryonorrisia L. R. Stark &amp, W. R. Buck
3. Chileobryon Enroth
4. Curviramea H. A. Crum
5. Haplohymenium Dozy & Molk.
6. Herpetineuron (Müll. Hal.) Cardot
7. Schwetschkeopsis Broth.